# Màscara (cosmètica)

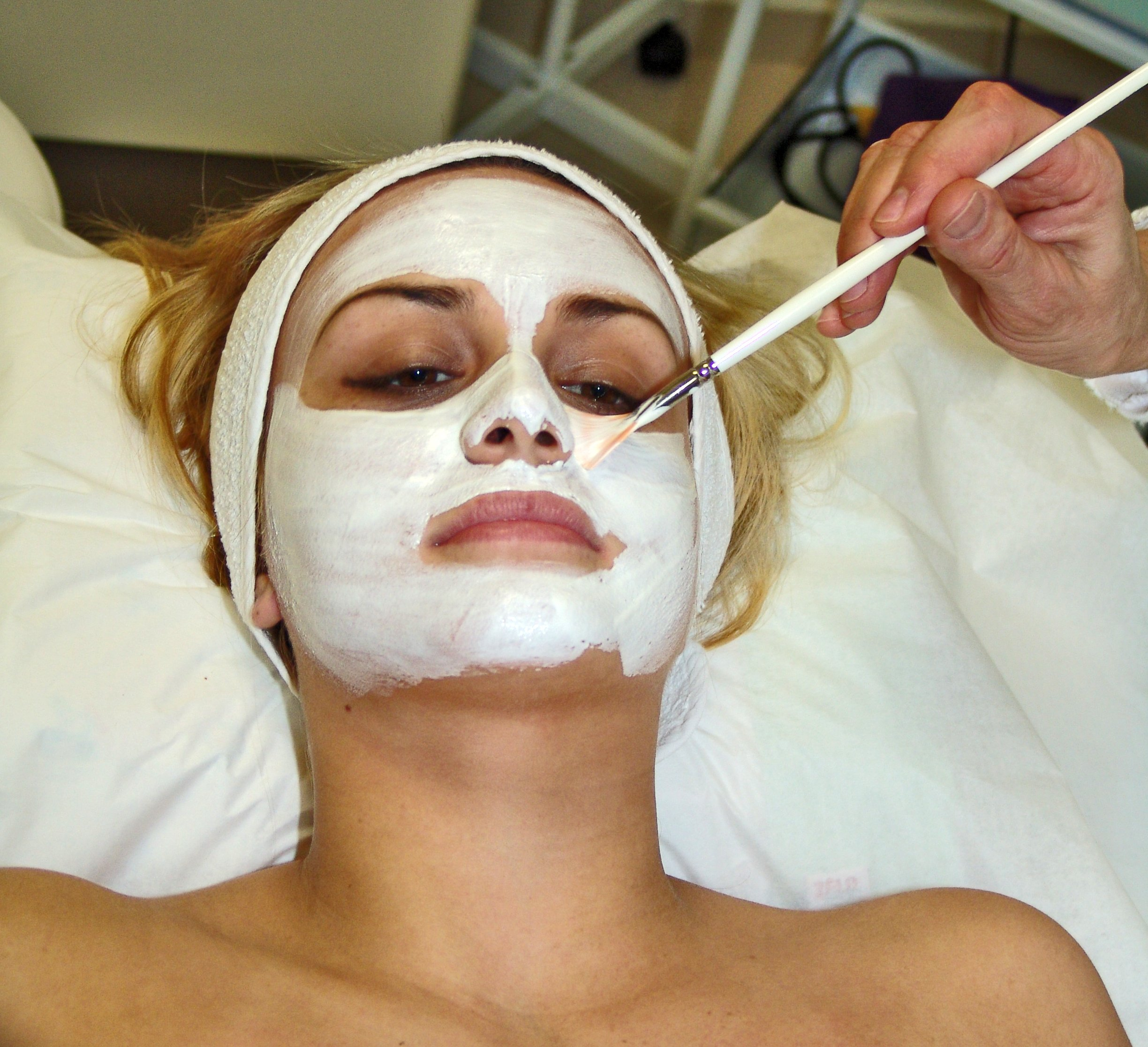
Màscara facial

Una màscara és un preparat que s'aplica a la cara amb fins cosmètics (per exemple, neteja) durant un cert temps i després es retira. El temps d'exposició és molt variable, podent anar de l'ordre d'un minut a una hora. Per extensió s'anomenen també així preparats similars per al cabell, el cos o parts específiques del cos i la cara, com poden ser el coll i escot o el contorn dels ulls, per exemple.
Poden ser productes sols, com fruita triturada o tallada a rodanxes, fang, iogurt, sàvia d'àloe vera o oli d'oliva marinat en alguna herba o flor; o mesclats, com oli o mantega amb alguna infusió de camamila, per exemple.

## Efectes generals
Alguns efectes que se cerquen obtenir per mitjà d'aquests productes poden ser, per exemple, absorbir la capa superficial de la pell, retenir aigua a la pell (hidratar-la), atenuar les línies d'expressió fines o exfoliar enretirant cèl·lules mortes de la superfície de la pell.
També n'hi ha de multifuncionals.

## Tipus
- En pols: estan compostes generalment per minerals com el caolí o altres tipus d'argila, sals i elements refrescants. Per aplicar-les s'han de dissoldre en una loció per donar-los consistència fins a obtenir una massa. El temps d'aplicació és d'uns 20 minuts. Les sals i els principis actius que contenen estimulen la circulació sanguínia i produeixen un efecte refrescant i refermant en evaporar-se les substàncies líquides de la loció (tònic). Per a pells seques és recomanable utilitzar una loció hidratant. Per a pells sensibles es preparen amb una loció descongestiva amb azulè. Per a pells acnèiques i greixoses s'usarà una loció amb sofre o que sigui astringent.
- Sòlides tèrmiques: tenen tenen un punt de fusió baix i una textura semblant a la de la parafina però més plàstica. El seu efecte tèrmic es deu al fet que, en augmentar la temperatura, provoquen que la pell transpiri però al mateix temps eviten l'evaporació. A més, en enretirar-les arrosseguen la secreció sebàcia, netejant així els fol·licles pilosebacis. Les màscares d'aquest tipus contenen extractes de plantes riques en azulè, descongestives, antiinflamatòries i sedants.
- Pastoses: s'usen per a pell i cabell i poden incloure en la seva composició extractes d'algues, sals, argiles, sofre, elements refrescants...
- Gels: actuen retenint aigua en la capa superior de la pell i tenen un efecte refrescant, suavitzant i tonificant. No necessiten assecar-se sobre l'epidermis i tenen diferents accionis cosmètiques segons els ingredients actius que posseeixen. Són per a ús en pells grasses.
- Fangs o fangs termals: el seu principal, i de vegades únic, ingredient és el fang. En aquest tipus es poden incloure també les màscares d'algues. S'utilitzen per a tractaments corporals, facials i capil·lars.
- Vels: constituïdes per una pel·lícula de cel·lulosa embeguda en col·lagen. S'apliquen seques sobre la cara i l'escot i s'humitegen amb un líquid activador específic que transfereix el col·lagen del vel a la pell. Aquest col·lagen pur assegura una hidratació profunda de la pell i dona consistència i elasticitat als teixits. S'utilitzen especialment com a tractament de xoc per a pells envellides i desvitalizades i també per a pells deshidratades.
- Plàsticues fredes: compostes per una pols amb sals. En barrejar-se ¾ parts de solució (tònic) i una de pols, es polimeritzen i s'apliquen ràpidament amb espàtula, modelant-les per acoblar-les a la pell. Es deixen actuar uns 20 minuts i s'enretiren d'una sola peça. La seva acció principal és hidratant i condicionadora, ja que en assecar-se la superfície exterior de la màscara, l'aigua no s'evapora sinó que es reté en la fracció de pasta propera a la pell. Aquesta aigua acumulada es transfereix a la pell per osmosi.
- Peel-off: s'assequen en pocs minuts després de l'aplicació i s'enretiren d'una peça. Serveixen per netejar la pell de front, nas i barbeta (part de la cara coneguda en cosmètica com a zona T, on s'acumulen més glàndules sebàcies).

## Funcions

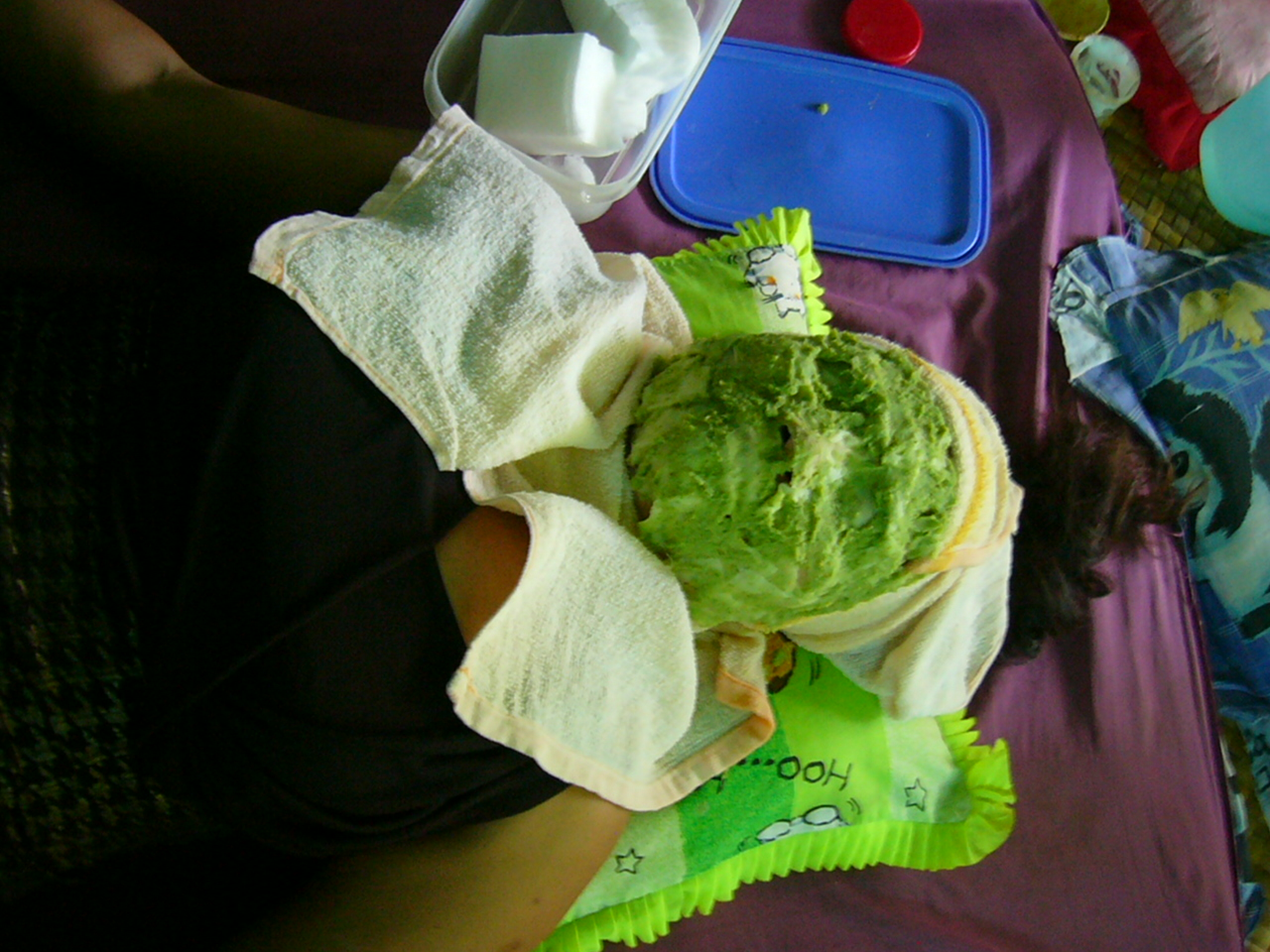
Dona amb màscara

1. Efecte tensor: En aplicar-se humides i volatilizar-se el solvent que contenen s'assequen damunt la pell provocant una tensió física i una oclusió. Les seves accions són l'augment de la nutrició cel·lular i l'acceleració sanguínia que comporta un augment d'oxigen.
2. Efecte lifting refermant: La tensió que provoquen tiba i referma els teixits.
3. Acció d'higiene, Acció purificant: En estimular l'eliminació de les secrecions es produeix el buidat del canal fol·licular.
4. Hidratant: L'aplicació de la màscara estova l'estrat corni i ajuda que la pell retingui la seva pròpia humitat, proporcionant-li una barrera de protecció, allisant i difuminant les arrugues i línies d'expressió.
5. Estimulant: Quan es retira la màscara es produeix una estimulació dels vasos capil·lars superficials que són els encarregats de portar els elements nutritius que necessiten els teixits.
6. Aclarant: Per de la presència de caolí que absorbeix l'excés de melanina en l'estrat corni evita que es marquin les taques pigmentàries.
7. Renovador cel·lular: En eliminar les cèl·lules mortes de la capa còrnia s'activa i accelera la renovació cel·lular.